# Bestial Records
La Bestial Records è un'etichetta discografica indipendente rumena con sede a Timișoara e dedita a pubblicazioni Darkwave, Death metal, Grindcore e Heavy metal.

## Storia
La Bestial Records fu la prima etichetta discografica rumena a dedicarsi a pubblicazioni di metal estremo. Pose sotto contratto le maggiori band di genere metal rumeno, quali Negură Bunget, God, Magica, Korruption, DinUmbra, Grimegod, Interitus Dei, Kratos, Avatar, Gothic, portandole alla fama internazionale.